# Au bénéfice du doute (téléfilm, 1999)
Pour les articles homonymes, voir Au bénéfice du doute.
Pour plus de détails, voir Fiche technique et Distribution.
Au bénéfice du doute est un téléfilm français réalisé par Williams Crépin, diffusé le 16 avril 1999 sur France 2.

## Synopsis
un homme est accuse de meurtre de sa compagne et il usurpe l'identité d'un flic pour traquer le meurtrier.

## Fiche technique
Producteurs délégués : Sandra Topin et Tito Topin
- Réalisateur : Williams Crépin
- Scénario : Frédérique Topin et Tito Topin
- Musique : Jean-Louis Négro
- Pays :  France
- Durée :
- Genre : thriller

## Distribution
- Robin Renucci : Christian Lenoir / Jéronomis
- Cécile Pallas : Valérie Coty
- Michèle Bernier : Catou
- Lola Zidi-Renier : Rébecca
- Laetitia Lacroix : Gloria Bramont
- Jean-Noël Brouté : Pinoche
- Laurent Gamelon : Chavarin
- Xavier Thiam : Denis Maréchal
- Julien Cafaro : Hugues
- Yann Babilée : Carlo Contini
- André Oumansky : Lino Tedesco
- Jean-Louis Tribes : Jean-Yves Jessac
- Olivia Brunaux : Marie-Blanche Jessac
- Kathie Kriegel : Caroline